# Risikofrüherkennungssystem
Risikofrüherkennungssysteme sind als Frühwarnsysteme ein Teil der Risikoidentifikation und bilden damit die Grundlage für das Risikomanagement in Unternehmen.

## Allgemeines
Im Rahmen der Risikoidentifikation und Risikofrüherkennung werden potentielle Risiken allgemein in Unternehmen für die Unternehmensrisiken oder in einem konkreten Projekt ermittelt. Dabei ist zu beachten, dass die Risiken in dieser Phase noch nicht bewertet werden sollen. In engen Sinne kann Risiko als die Verlustgefahr beim Treffen von Entscheidungen unter Unsicherheit verstanden werden. Es beschreibt also alle unerwünschten Ereignisse, die ein negatives Abweichen der Ist-Werte vom geplanten Soll-Zustand zur Folge haben. Im weiten Sinne kann Risiko aber um die positiven Abweichungen von den Planwerten (Gewinnchancen) erweitert werden. Somit beinhaltet das Risiko nach dieser Sichtweise auch potentielle Ertragschancen, die ein Früherkennungssystem ebenso überblicken sollte.
Das Risikomanagement hat die Aufgabe der Frühwarnung vor potentiellen Risiken und der Bildung eines Risikobewusstseins. Das Risikomanagement soll Konflikte ins Vorfeld verlagern, um den Handlungsspielraum zu erhöhen. Durch frühzeitiges Erkennen von Risiken soll unkontrollierter Aktionismus verhindert werden.

## Definition
Im deutschen Raum werden Risikofrüherkennungssysteme häufig als zwingend zu implementierende Management-Informationssysteme definiert, ohne inhaltliche Klärungen zu treffen. Ausführlich beschrieben sind Früherkennungssysteme spezielle Informationssysteme, die dem Entscheidungsträger mögliche Risiken zeitlich im Vorlauf aufzeigen und dieser zeitgerecht angemessene Gegenmaßnahmen zur Abwehr beziehungsweise zur Minderung der identifizierten Gefährdungen treffen kann.
Im anglo-amerikanischen Raum gibt es kein sprachliches Äquivalent zum Risikofrüherkennungssystem. Dort wird dieser Bereich des Risikomanagements allgemein unter die Begriffe des „risk assessment“ und „risk identification“, also der Risikobewertung und -identifikation gefasst. Auch der Begriff des „risk management plans“, also der des Risikomanagementplans, ist im anglo-amerikanischen Raum sehr verbreitet.

## Rechtsgrundlagen
Nach § 317 Abs. 4 HGB in Verbindung mit § 91 Abs. 2 AktG ist das Risikofrüherkennungssystem gesetzlicher Teil einer vom Abschlussprüfer durchgeführten Jahresabschlussprüfung. Dabei sind nur börsennotierte Aktiengesellschaften eingeschlossen. Bei anderen Gesellschaften kann die Prüfung des Risikofrüherkennungssystems eine Erweiterung im Prüfauftrag darstellen, denn auch bei diesen ist eine regelmäßige Auseinandersetzung mit dem Risikofrüherkennungssystem geboten. Ein weiterer Anlass ist eine Sonderprüfung. Der Abschlussprüfer beurteilt das Risikomanagementsystem nur (§ 53 HGrG), seine Aufgabe liegt nicht in der Entwicklung eines Konzepts für die Einführung eines Risikofrüherkennungssystems seitens der Unternehmen. Es handelt sich hierbei nicht um eine Geschäftsführungsprüfung, sondern um eine reine Systemprüfung. Geprüft wird das System auf Vorhandensein, Eignung/Zweckdienlichkeit und Funktionsfähigkeit. Es muss in der Lage sein, „bestandsgefährdende Risiken so rechtzeitig zu erfassen, dass die zuständigen Entscheidungsträger in geeigneter Weise reagieren können“ und dies unternehmensweit ausgerichtet. Ziel der Prüfung ist dem Abschlussprüfer verbesserte Kontrollmöglichkeiten zu geben.
Das Gesetz lässt mögliche Kriterien bei der Prüfung offen, jedoch hat der IDW mit seinem Prüfungsstandard IDW PS 340 einen eigenen Kriterienkatalog aufgestellt, welche auch als Mindestanforderungen für die Prüfung angesehen werden können. Der Standard stellt jedoch mangels parlamentarischer Legitimation des IDW nur Anhaltspunkte dar, er hat keinerlei Gesetzescharakter.
Bei Nichteinrichtung eines Risikofrüherkennungssystems liegt nach § 321 Abs. 1 Satz 3 HGB ein schwerwiegender Gesetzesverstoß vor, welcher im Prüfungsbericht erwähnt werden muss. Das Ergebnis der Prüfung ist in einem besonderen Teil des Prüfungsberichts aufzuführen. Es ist anzugeben, ob das System geeignet eingerichtet wurde, ob es seine Aufgaben wirksam erfüllt und in welchen Bereichen Verbesserungen angestrebt werden sollten. Darzustellen ist das System selbst hierbei nicht, jedoch ist es bei einer Erstprüfung ratsam. Der Bestätigungsvermerk des Abschlussprüfers ist einzuschränken, wenn wegen des Systems die Risiken der künftigen Entwicklung im Lagebericht nicht angemessen dargestellt werden können. Die aus der Prüfung des Risikofrüherkennungssystems gewonnenen Erkenntnisse sind somit mittelbar Gegenstand der Berichtspflicht.

## Risikofrüherkennung
Früherkennungssysteme ermöglichen Unternehmen Handlungsspielraum für Gegenmaßnahmen bei internen und externen Risiken, da sie den Eintritt dieser unternehmerischen Bedrohungen frühzeitig signalisieren.
Bereits in den frühen siebziger Jahren setzte sich die Betriebswirtschaftslehre mit der Früherkennung von unternehmerischen Risiken auseinander. In einer ersten Phase entwickelte man erste Methoden die der Erfassung und Bewertung, aber ebenso der Steuerung von Risiken dienten. Diese waren zunächst auf kurze Sicht hin ausgerichtet und ermöglichten lediglich unterjährige Kontrollrechnungen. Mit einfachen Methoden rechnete man die Ist-Werte mit Hilfe von Prognosen auch den weiteren Verlauf der Perioden hoch. Somit erhielt man einen „Soll-Wird-Vergleich“. Dieser Vergleich sollte das Management anhand des ermittelten Erwartungswertes auf eventuelle Fehlentwicklungen aufmerksam machen und rechtzeitig Maßnahmen zum Gegensteuern ermöglichen. Aufgrund der überschaubaren Aussagekraft und der begrenzten zeitlichen Komponente, genügten diese Systeme lediglich dem operativen Controlling.
In einer zweiten Phase zum Ende der siebziger Jahre, entwickelte man zunehmend rechnergestützte Systeme die Aussagen mit Hilfe bestimmter Indikatoren trafen und abweichende Entwicklungen sichtbar machten. Von großer Bedeutung war dabei die Festlegung und Aussagekraft von Indikatoren, die aus verschiedenen wirtschaftlichen Bereichen genutzt wurden. So berief man sich bei der Früherkennung beispielsweise auf die Rentabilität, einer finanzwirtschaftlichen Kennzahl oder auf die Ausschussraten bei der Produktion, einer produktionswirtschaftlichen Kennzahl.
Warnsysteme der jüngsten Generation beruhen auf dem Prinzip der „frühen Signale“. Demnach kündigen sich weitgreifende Veränderungen und Umbrüche frühzeitig durch schwache Signale an. Solche Signale reichen von der Entwicklung neuer Ideen bis hin zu Äußerungen berühmter Persönlichkeiten. Dieser Ansatz kann durch die jüngste Finanzkrise belegt werden, bei der sich die immer weiter ausdehnende Immobilienblase schon lange im Voraus ankündigte.

## Risikoidentifikation
Eine systematische Erkennung von Risiken eignet sich gut als Ausgangspunkt für den Risikomanagement-Prozess. Deshalb nimmt die Risikoidentifikation eine bedeutende Rolle in der Früherkennung von Risiken ein. In der Unternehmenspraxis bestehen bisher noch keine zureichend praktikablen Werkzeuge zur umfassenden Risikoidentifikation. Unter Berücksichtigung dieses Problems wird im Folgenden ein effektives Instrumentarium zur vollständigen Identifikation externer sowie interner Risiken dargestellt. Unter internen Risiken versteht man die aus unternehmerischen Entscheidungen und Handlungen resultierenden Risiken, die sich unmittelbar auf vorhandene Geschäftsprozesse auswirken. Darunter sind hauptsächlich leistungswirtschaftliche, finanzwirtschaftliche Risiken und Risiken aus Management und Organisation (operationelles Risiko). Aus dem Unternehmensumfeld ergeben sich die indirekt beeinflussbaren externen Risiken. Wegen der Unterschiede von Branchen und Region weisen Unternehmen verschiedene Risikoprofile auf. Externe Risiken können weiter in ökonomische, soziokulturelle, technologische, politisch-rechtliche, Force Majeure-Bereiche differenziert werden. Und die identifizierten Einzelrisiken sind aufgrund von Risikointerdependenzen nicht separat, sondern unter dem Gesichtspunkt der Kausalzusammenhänge zu betrachten und zu analysieren.
Nach einer groben Erkennung der risikobehafteten Bereiche erfolgt die Erstellung eines Risikoprofils mit Hilfe folgender leistungsfähiger Instrumente: Wertkettenanalyse, Prozesskettenanalyse, Netzwerk-Technik und Frühaufklärungssysteme.
Beim ersten Ansatz wird zunächst eine Klassifizierung der Geschäftsaktivitäten sowie eine Gliederung nach derer Werthaltigkeit durchgeführt. Die mit hohen Risiken verbundenen Teilprozesse werden weiter analysiert. Dieser Wertkettenansatz bietet einen guten Überblick über mögliche Unternehmensrisiken, es besteht aber Gefahr durch vernachlässigte Risikobereiche.
Die Analyse der Prozessketten bietet anhand der Nutzung von Prozessbäumen ein möglichst vollständiges Bild der Unternehmensabläufe an, das Nachvollziehbarkeit der Prozesse und schnelle Erkennung von Risikoquellen ermöglicht. Dabei werden insbesondere Risiken mit monokausalen Ursache-Wirkungs-Zusammenhängen in operativen Prozessen berücksichtigt.
Um Risikopotentiale auch in strategischen Prozessen identifizieren zu können, muss mit Hilfe der Netzwerk-Technik auf Managemententscheidungen eingegangen werden. Ausgehend von monokausalen Ursache-Wirkungs-Zusammenhängen wird die Verkettung von Entscheidungen und Einflüssen im ständig wechselnden Umfeld untersucht. Hierbei sollen die Risikoquellen strategischer Entscheidungen anhand des vernetzten Denkens gewährleistet werden.
Da sich Unternehmen in einem dynamischen Umfeld befinden, ist die Risikoidentifikation nicht einmalig durchzuführen, sondern in einen fortlaufenden Prozess einzuziehen. Die bereits identifizierten Risiken sollten auch kontinuierlich nachverfolgt werden.